# Biblioteca Jagger
La Biblioteca Jagger (también conocida como Sala de Lectura Jagger, anteriormente conocida como Biblioteca Lineal JW Jagger) fue la principal sala de lectura de las Bibliotecas de la Universidad de Ciudad del Cabo.
El edificio fue construido en la década de 1930 y lleva el nombre de John William Jagger, un importante benefactor de las Bibliotecas de la Universidad de Ciudad del Cabo. Inicialmente sirvió como biblioteca principal, luego como centro de préstamo temporal y, más recientemente, entre 2000 y 2011, como sala de lectura para la Biblioteca de Estudios Africanos.

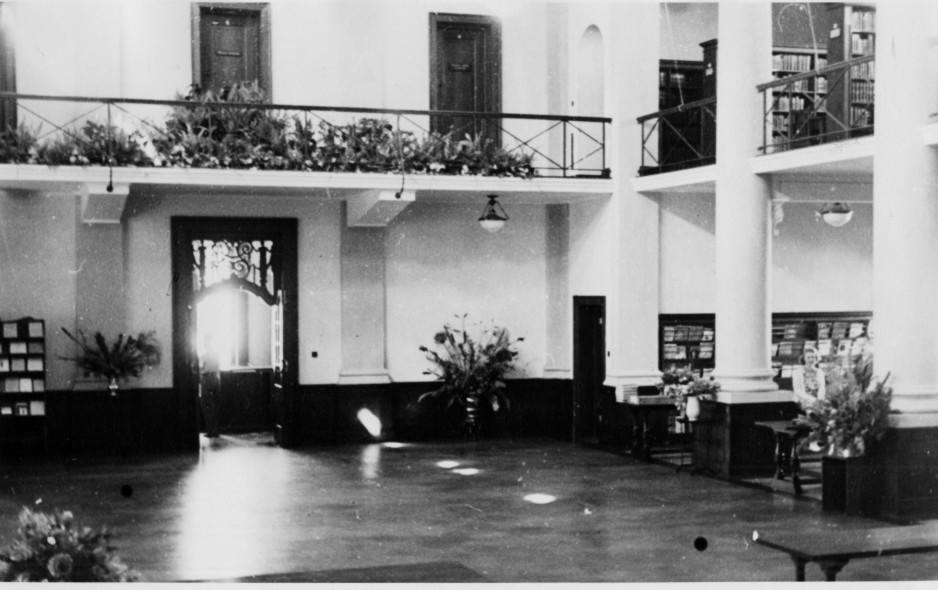
Entrada a la biblioteca Jagger con decoraciones florales en 1947

En 1980, la biblioteca formaba parte de un complejo de ocho bibliotecas en la Universidad de Ciudad del Cabo y era la sede del servicio de biblioteca de la universidad. Luego contenía 518 000 de los 741 000 volúmenes disponibles en la red de bibliotecas y podía albergar a 1280 lectores en sus salas de lectura.
En 2011, la universidad inició un proyecto destinado a restaurar la Biblioteca Jagger a su estado original. Las pasarelas y balcones instalados en las décadas de 1960 y 1970 fueron removidos y posteriormente fue pintado, remodelado y restaurado sus elementos originales, convirtiéndose nuevamente en la biblioteca principal de la Universidad de Ciudad del Cabo.

## Incendio de 2021

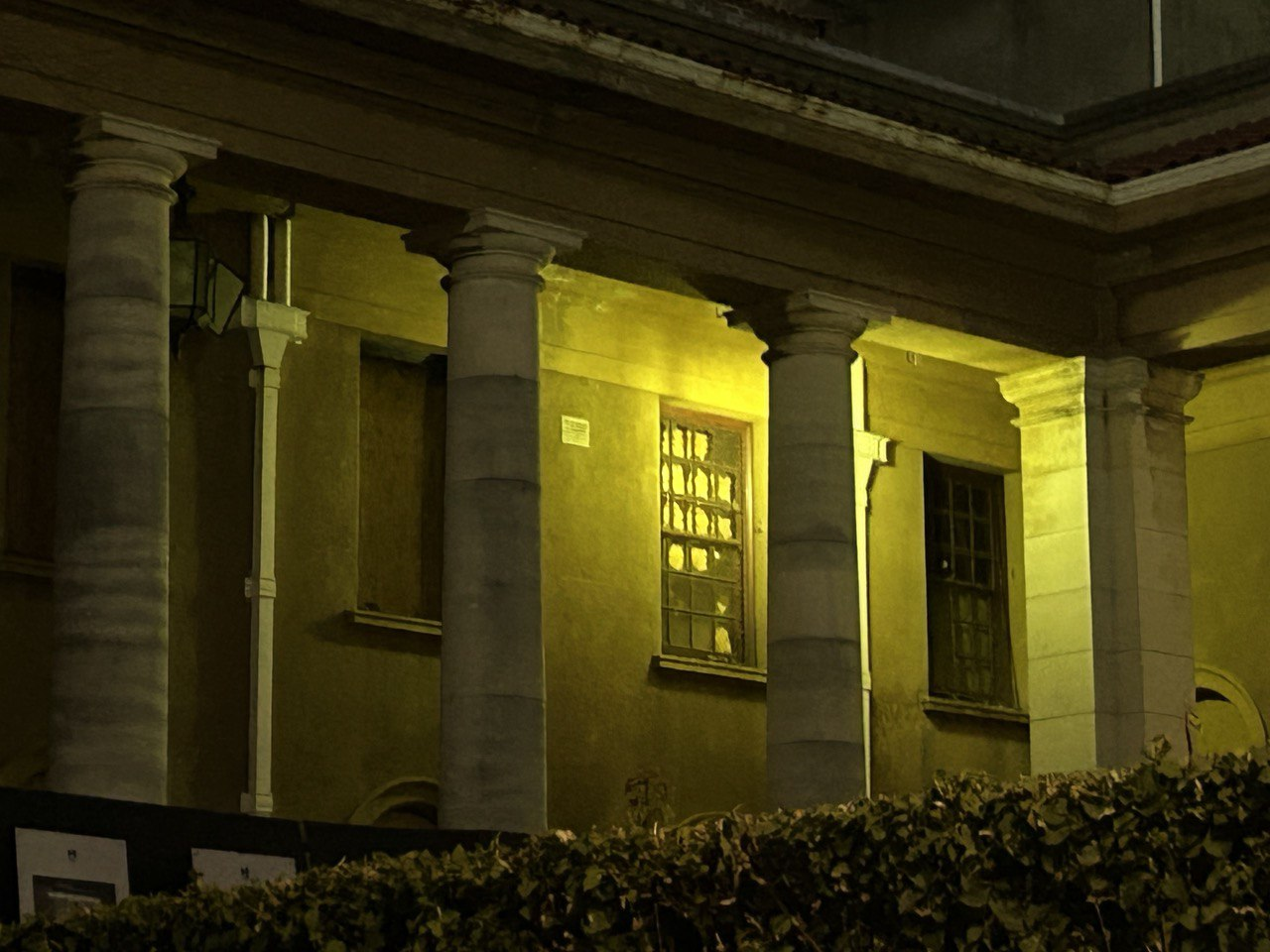
Ventanas dañadas por el fuego en 2021

Un incendio forestal el 18 de abril de 2021, iniciado en Montaña de la Mesa, arrasó varios edificios del campus, incluyendo la biblioteca fundada en 1829 y una de las más antiguas e importantes del continente africano. Los estudiantes fueron evacuados de las residencias y tan solo resultó herido un bombero.
Hasta cuatro helicópteros y más de 120 bomberos se desplegaron en la montaña para intentar sofocar las llamas.